# Mathilde Johansson
Mathilde Johansson (Göteborg, 28 april 1985) is een voormalig tennisspeelster uit Zweden. Zij woont in Frankrijk, komt voor dit land uit als tennisspeelster en heeft de Franse nationaliteit. Op zevenjarige leeftijd begon zij met tennissen bij een lokale tennisvereniging. Haar favoriete ondergrond is gravel. Zij speelt rechtshandig en heeft een tweehandige backhand. Zij was actief in het internationale tennis van 2000 tot en met 2016.

## Loopbaan

### Enkelspel
Johansson debuteerde in 2000 op het ITF-toernooi van Caïro (Egypte). Zij stond in 2001 voor het eerst in een finale, op het ITF-toernooi van Algiers (Algerije) – zij verloor van de Slowaakse Zuzana Kučová. Een week later veroverde Johansson haar eerste titel, op het ITF-toernooi van Algiers, door de Duitse Isabel Collischönn te verslaan. In totaal won zij veertien ITF-titels, de laatste in 2015 in Nantes (Frankrijk).
In 2005 had Johansson haar grandslamdebuut op Roland Garros 2005. In 2006 speelde Johansson voor het eerst op een WTA-hoofdtoernooi, op het toernooi van Bogota. Zij stond in 2011 voor het eerst in een WTA-finale, op het toernooi van Bogota – zij verloor van de Spaanse Lourdes Domínguez Lino.
Haar beste resultaat op de grandslamtoernooien is het bereiken van de derde ronde, op Roland Garros 2012. Haar hoogste notering op de WTA-ranglijst is de 59e plaats, die zij bereikte in april 2009.

### Dubbelspel
Johansson was in het dubbelspel minder actief dan in het enkelspel. Zij won één titel op het ITF-circuit, in 2004 in Orestiada (Griekenland). Op de WTA-toernooien bereikte zij de halve finale op het toernooi van Japan 2009, samen met landgenote Julie Coin. Op de grandslamtoernooien kwam zij nooit verder dan de tweede ronde. Haar hoogste notering op de WTA-ranglijst is de 110e plaats, die zij bereikte in mei 2010.

## Posities op deWTA-ranglijst
Positie per einde seizoen:
| jaar | rang enkelspel | rang dubbelspel |
| ---- | -------------- | --------------- |
| 2001 | 648            | –               |
| 2002 | 514            | 817             |
| 2003 | 621            | 537             |
| 2004 | 399            | 408             |
| 2005 | 164            | 338             |
| 2006 | 150            | 593             |
| 2007 | 125            | 230             |
| 2008 | 85             | 187             |
| 2009 | 125            | 129             |
| 2010 | 100            | 214             |
| 2011 | 77             | 966             |
| 2012 | 86             | 982             |
| 2013 | 136            | 203             |
| 2014 | 206            | 682             |
| 2015 | 175            | 580             |

## Palmares
| Legenda                 |
| ----------------------- |
| Grandslamtoernooi       |
| Olympische Spelen       |
| Year-End Championships  |
| Premier Mandatory       |
| Premier Five / WTA 1000 |
| Premier / WTA 500       |
| International / WTA 250 |
| Challenger / WTA 125    |

### WTA-finaleplaatsen enkelspel
| nr.              | finale     | toernooi   | ondergrond | tegenstandster    | score         |         |
| ---------------- | ---------- | ---------- | ---------- | ----------------- | ------------- | ------- |
| gewonnen finales |            |            |            |                   |               |         |
| geen             |            |            |            |                   |               |         |
| verloren finales |            |            |            |                   |               |         |
| 1.               | 2011-02-20 | WTA Bogota | gravel     | Lourdes Domínguez | 6-2, 3-6, 2-6 | details |
| 2.               | 2012-07-22 | WTA Båstad | gravel     | Polona Hercog     | 6-0, 4-6, 5-7 | details |

### Gewonnen ITF-toernooien enkelspel
| nr. | finale     | toernooi       | dotatie   | ondergrond    | tegenstandster in finale | score          |
| --- | ---------- | -------------- | --------- | ------------- | ------------------------ | -------------- |
| 01. | 2001-07-01 | Algiers        | $ 10.000  | gravel        | Isabel Collischönn       | 6-2, 6-3       |
| 02. | 2005-07-03 | Mont-de-Marsan | $ 25.000  | gravel        | Natalia Gussoni          | 3-6, 6-4, 6-4  |
| 03. | 2005-10-30 | Mexico-Stad    | $ 25.000  | hardcourt     | Florence Haring          | walk-over      |
| 04. | 2006-11-05 | Mexico-Stad    | $ 25.000  | hardcourt     | Larissa Carvalho         | 6-1, 7-6       |
| 05. | 2006-11-12 | Mexico-Stad    | $ 25.000  | hardcourt     | Yvonne Meusburger        | 7-5, 6-2       |
| 06. | 2008-02-10 | Cali           | $ 25.000  | gravel        | Ekaterina Shulaeva       | 3-6, 6-0, 6-1  |
| 07. | 2008-07-27 | Pétange        | $ 75.000  | gravel        | Renata Voráčová          | 2-6, 7-5, 7-5  |
| 08. | 2010-06-13 | Boedapest      | $ 25.000  | gravel        | Tímea Babos              | 6-7, 6-1, 6-0  |
| 09. | 2010-06-20 | Montpellier    | $ 25.000  | gravel        | Claire de Gubernatis     | 5-7, 6-4, 6-2  |
| 10. | 2010-07-25 | Pétange        | $ 100.000 | gravel        | Monica Niculescu         | 6-3, 6-3       |
| 11. | 2010-09-19 | Sofia          | $ 100.000 | gravel        | Carla Suárez Navarro     | 6-4, 3-1, opg. |
| 12. | 2011-07-24 | Pétange        | $ 100.000 | gravel        | Petra Cetkovská          | 7-5, 6-3       |
| 13. | 2015-06-28 | Périgueux      | $ 25.000  | gravel        | Chloé Paquet             | 6-4, 6-2       |
| 14. | 2015-11-08 | Nantes         | $ 50.000  | hardcourt (i) | Andreea Mitu             | 6-3, 6-4       |

### Gewonnen ITF-toernooien dubbelspel
| nr. | finale     | toernooi  | dotatie  | ondergrond | partner      | tegenstandsters in finale             | score    |
| --- | ---------- | --------- | -------- | ---------- | ------------ | ------------------------------------- | -------- |
| 1.  | 2004-06-27 | Orestiada | $ 10.000 | hardcourt  | Aurélie Védy | Maria-Belen Corbalan Luciana Sarmenti | 6-0, 6-0 |

## Resultaten grandslamtoernooien
| Legenda | Legenda                          |
| ------- | -------------------------------- |
| g.t.    | geen toernooi gehouden           |
| l.c.    | lagere categorie                 |
| –       | niet deelgenomen                 |
| G       | uitgeschakeld in de groepsfase   |
| 1R      | uitgeschakeld in de eerste ronde |
| 2R      | uitgeschakeld in de tweede ronde |
| 3R      | uitgeschakeld in de derde ronde  |
| 4R      | uitgeschakeld in de vierde ronde |
| KF      | uitgeschakeld in de kwartfinale  |
| HF      | uitgeschakeld in de halve finale |
| F       | de finale verloren               |
| W       | het toernooi gewonnen            |
| w-v     | winst/verlies-balans             |

### Enkelspel
| toernooi        | 2005 | 2006 | 2007 | 2008 | 2009 | 2010 | 2011 | 2012 | 2013 | 2014 | 2015 |
| --------------- | ---- | ---- | ---- | ---- | ---- | ---- | ---- | ---- | ---- | ---- | ---- |
| Australian Open | –    | –    | –    | 1R   | 2R   | –    | 1R   | 1R   | 1R   | –    | –    |
| Roland Garros   | 1R   | 2R   | 2R   | 2R   | 1R   | 1R   | 1R   | 3R   | 2R   | 1R   | 1R   |
| Wimbledon       | –    | –    | –    | 1R   | 2R   | –    | 2R   | 2R   | 2R   | –    | –    |
| US Open         | –    | –    | 1R   | –    | 1R   | –    | 1R   | 1R   | 1R   | –    | –    |

### Vrouwendubbelspel
| toernooi        | 2003 |    | 2005 | 2006 | 2007 | 2008 | 2009 | 2010 | 2011 | 2012 | 2013 | 2014 | 2015 | 2016 |
| --------------- | ---- | -- | ---- | ---- | ---- | ---- | ---- | ---- | ---- | ---- | ---- | ---- | ---- | ---- |
| Australian Open | –    | –  | –    | –    | –    | 1R   | –    | –    | 1R   | 2R   | –    | –    | –    |      |
| Roland Garros   | 1R   | 1R | 1R   | 2R   | 2R   | 2R   | 1R   | 1R   | 1R   | 2R   | 1R   | 1R   | 2R   |      |
| Wimbledon       | –    | –  | –    | –    | –    | –    | –    | 1R   | –    | –    | –    | –    | –    |      |
| US Open         | –    | –  | –    | –    | –    | –    | –    | 1R   | 1R   | –    | –    | –    | –    |      |

### Gemengd dubbelspel
| Australian Open | –  | –  | –  | –  | –  |
| Roland Garros   | 1R | 2R | 1R | 1R | 1R |
| Wimbledon       | –  | –  | –  | –  | –  |
| US Open         | –  | –  | –  | –  | –  |